# Manhunt International 2017
Manhunt International 2017 foi a 18ª edição do tradicional concurso de beleza masculino Manhunt Internacional, que este ano se realizou no Siam Pavalai Royal Grand Theatre, localizado dentro do terceiro maior conglomerado comercial da Tailândia, o "Siam Paragon", entre os dias 22 e 27 de novembro.  Disputaram o título trinta e sete (37) candidatos de diversos países e territórios  disputando o título que pertencia ao vencedor do ano anterior, Patrik Biser Sjöö da Suécia (embora nascido na Bulgária). Pioneiro entre os concursos masculinos, a competição é comandada pelo empresário Alex Liu desde 1993, junto à Rosko Dickinson desde 2016.

## Resultados

### Colocações

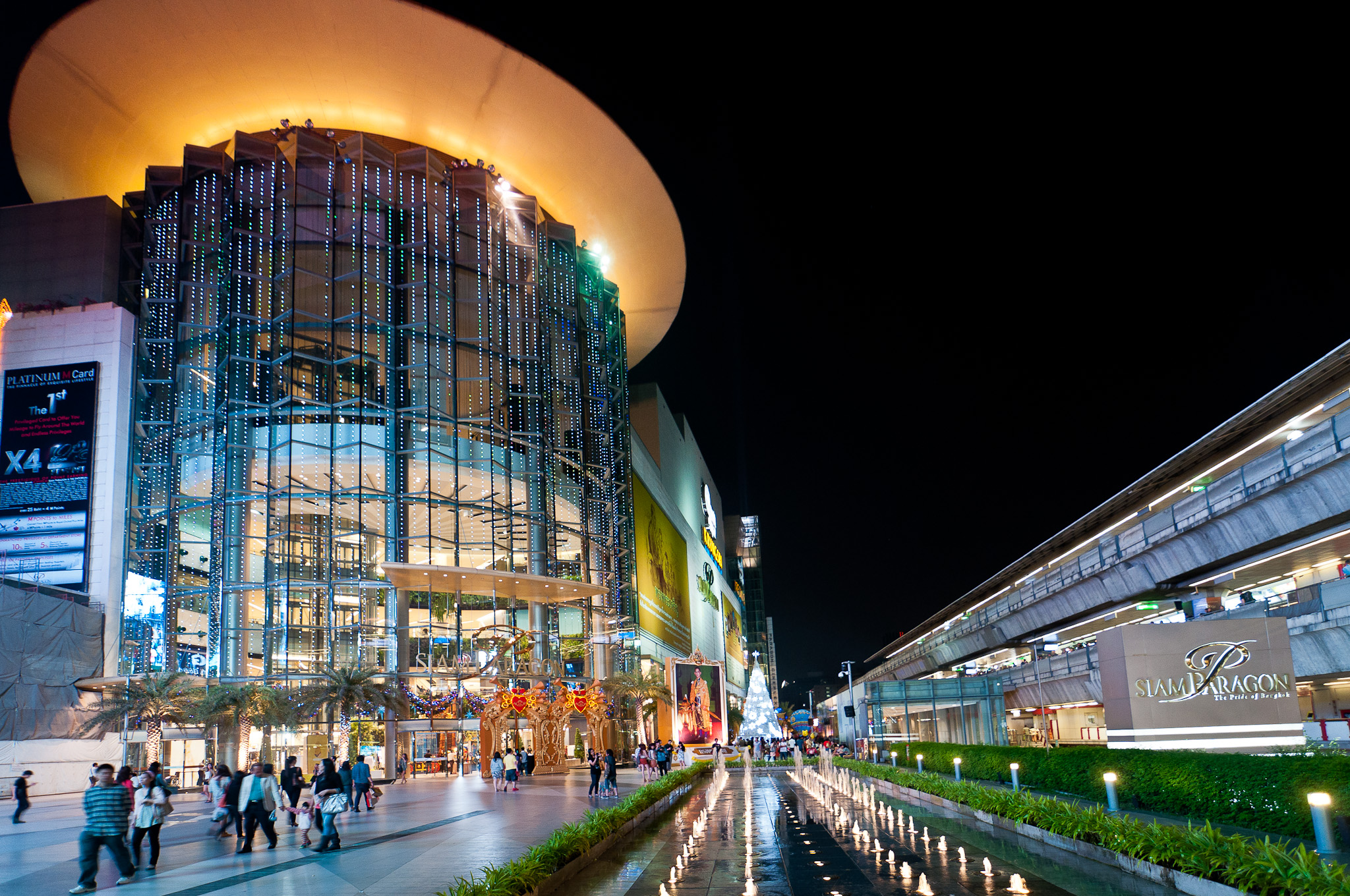
O concurso se realizou dentro do terceiro maior shopping center da Tailândia, o Siam Paragon.
| Posição                 | Representação e candidato |
| ----------------------- | --- |
| Vencedor                | - Vietnã - Trương Ngọc Tình |
| 2º. Lugar               | - Tailândia - Kongnat Choeisuwan |
| 3º. Lugar               | - Líbano - Gaetan Osman |
| 4º. Lugar               | - Sri Lanca - Mohamed Wazeem |
| 5º. Lugar               | - Indonésia - Andry Permadi |
| (TOP 16) Semifinalistas | - África do Sul - Dylan Van Nierkerk - Brasil - Cristian Fin - Filipinas - Daniel Azurin - Macau - Tan Shuai - Malásia - Gan Kai Han - Mongólia - Battur Batbaatar - Polônia - Poitr Zyjweski - República Dominicana - Mike Jacobi - Singapura - Muhammad Hassanal - Turquia - Uygar Taze - Taipé Chinesa - Shen Ying-Bin |

### Prêmios Especiais
O concurso distribuiu os seguintes prêmios este ano:
| Prêmio                | Representação e candidato                                                               |
| --------------------- | --------------------------------------------------------------------------------------- |
| Mister Simpatia       | - Malásia - Gan Kai Han                                                                 |
| Mister Fotogenia      | - Filipinas - Daniel Azurin                                                             |
| Mister Popularidade 1 | - Vietnã - Trương Ngọc Tình                                                             |
| Mister Melhor Corpo   | - Suécia - Pedram Tahmi                                                                 |
| Melhor Traje Típico   | 1. Indonésia - Andry Permadi 2. Sri Lanca - Mohamed Wazeem 3. Mianmar - Kaung Khant Dau |

1. O eleito pelo voto popular garantiu vaga no Top 16.

### Ordem dos Anúncios

#### Top 16
1. Vietnã
2. África do Sul
3. Taipé Chinesa
4. República Dominicana
5. Brasil
6. Singapura
7. Líbano
8. Sri Lanca
9. Filipinas
10. Macau
11. Polônia
12. Bulgária
13. Indonésia
14. Turquia
15. Tailândia
16. Malásia

## Quadro de Prêmios

### Melhores Modelos por Continente
O concurso também escolheu os melhores por continente:
| Prêmio                  | País e Candidato                     |
| Melhor Modelo - Ásia    | - Hong Kong - Zhang Jian             |
| Melhor Modelo - Europa  | - Bulgária - Georgi Valkov           |
| Melhor Modelo - América | - Fernando de Noronha - Diego Jácome |
| Melhor Modelo - África  | - África do Sul - Dylan Van Nierkerk |
| Melhor Modelo - Oceania | - Austrália - Zaire Pringle          |

### Prêmios Secundários
Prêmios menores, geralmente dado por patrocinadores:
| Prêmio                        | País e Candidato | |
| Melhor Passarela              | - China - Han Liang | |
| Mister Personalidade          | - Brasil - Cristian Fin | |
| Melhor Modelo Comercial       | - Guão - Samuel Hashimoto | |
| Melhor Modelo Fashion         | - Vietnã - Trương Ngọc Tình | |
| Best Vigour                   | - Bulgaria - Georgie Valkov | - Bulgaria - Georgie Valkov |
| Best Charm                    | - Guam - Samuel Hashimoto | - Guam - Samuel Hashimoto |
| Best Sunshine Smile           | - Mongolia - Battur Batbaatar | - Mongolia - Battur Batbaatar |
| Best Image Representative     | - Macau - Tan Shuai | - Macau - Tan Shuai |
| Best Prince                   | - Turkey - Uygar Taze | - Turkey - Uygar Taze |
| Best Performance              | - Thailand - Kongnat Choeisuwan | - Thailand - Kongnat Choeisuwan |
| Best Sexy Model               | - Costa Rica - Richard Coronado | - Costa Rica - Richard Coronado |
| Best Stage TY Movie Model     | - Netherlands - Rodrigo Mallee | - Netherlands - Rodrigo Mallee |
| The One 2557 Award            | - Lebanon - Gaetan Osman | - Lebanon - Gaetan Osman |
| Siam House Village Award      | - Sri Lanka - Mohamed Wazeem | - Sri Lanka - Mohamed Wazeem |
| Ricky's Choice Award          | - Philippines – Daniel Azurin | - Philippines – Daniel Azurin |
| Gold Haute Couture            | - Puerto Rico - José Valdes | - Puerto Rico - José Valdes |
| Face of the Year              | - Vietnam - Truong Ngoc Tinh | - Vietnam - Truong Ngoc Tinh |
| Global Beauties' Choice Award | - Sweden – Pedram Tahmi-Masoleh | - Sweden – Pedram Tahmi-Masoleh |
| Thai Catwalk's Choice         | - Australia - Zaire Pringle | - Australia - Zaire Pringle |
| Best Masculine Charm          | - Hong Kong - Zhang Jian | - Hong Kong - Zhang Jian |
| Loo Chang Huat Model          | 1. Vietnam - Truong Ngoc Tinh · 2. Chinese Taipei - Shen Ying-Bin · 3. Laos - Chanthachone Vilaisarn | 1. Vietnam - Truong Ngoc Tinh · 2. Chinese Taipei - Shen Ying-Bin · 3. Laos - Chanthachone Vilaisarn |
| Gentle People Thailand Model  | 1. Vietnam - Truong Ngoc Tinh · 2. Singapore - Hassanal Ruslan · 3. Poland - Piotr Zyjewski | 1. Vietnam - Truong Ngoc Tinh · 2. Singapore - Hassanal Ruslan · 3. Poland - Piotr Zyjewski |
| Best Participant Award        | - Brazil – Christian Fin - China - Han Liang - Dominican Republic - Mike Jacobi - Egypt - Ammar Darweesh - Fernando de Noronha - Diego Michel - France - Jocelyn Rigaux - Germany - Leotrim Gjugja - Greece - Spyridon Spinoulas - India - Madhusudhan R - Indonesia - Andry Permadi - South Korea - Kim SeongMin - Laos - Chanthachone Vilaisarn - Macedonia - Vladimir Dimitrievski - Malaysia - Gan Kai Han - Myanmar - Kaung Khant Thu - Nepal - Samim Khan - New Zealand - Sai Constantine - Puerto Rico - Jose Valdes - South Africa - Dylan van Niekerk | - Brazil – Christian Fin - China - Han Liang - Dominican Republic - Mike Jacobi - Egypt - Ammar Darweesh - Fernando de Noronha - Diego Michel - France - Jocelyn Rigaux - Germany - Leotrim Gjugja - Greece - Spyridon Spinoulas - India - Madhusudhan R - Indonesia - Andry Permadi - South Korea - Kim SeongMin - Laos - Chanthachone Vilaisarn - Macedonia - Vladimir Dimitrievski - Malaysia - Gan Kai Han - Myanmar - Kaung Khant Thu - Nepal - Samim Khan - New Zealand - Sai Constantine - Puerto Rico - Jose Valdes - South Africa - Dylan van Niekerk |

## Candidatos
Disputaram o título este ano:
| Representação        | Candidato             | Idade | Altura | Origem              | Ref.   |
| -------------------- | --------------------- | ----- | ------ | ------------------- | ------ |
| África do Sul        | Dylan van Niekerk     | 19    | 1.85   | Brits               | [ 3 ]  |
| Alemanha             | Leo Gjugia            | 19    | 1.88   | Bremen              | [ 4 ]  |
| Austrália            | Zaine Pringle         | 26    | 1.86   | Brisbane            | [ 5 ]  |
| Brasil               | Cristian Fin          | 23    | 1.82   | União da Serra      | [ 6 ]  |
| Bulgária             | Georgi Valkov         | 24    | 1.84   | Sredec              | [ 7 ]  |
| China                | Han Liang 韩亮        | 27    | 1.88   | Pequim              | [ 3 ]  |
| Coreia do Sul        | Kim Seong Min         | 23    | 1.95   | Seul                | [ 8 ]  |
| Costa Rica           | Richard Robles        | 31    | 1.84   | Santa Ana           | [ 3 ]  |
| Egito                | Ammar Yasser          | 22    | 1.84   | Cairo               | [ 3 ]  |
| Fernando de Noronha  | Diego Jácome          | 27    | 1.85   | Brasília            | [ 9 ]  |
| Filipinas            | Daniel Azurin         | 21    | 1.80   | Costa Mesa          | [ 3 ]  |
| França               | Jocelyn Rigaux        | 17    | 1.83   | Forbach             | [ 3 ]  |
| Guão                 | Samuel Hashimoto      | 23    | 1.77   | Tamuning            | [ 10 ] |
| Grécia               | Spiros Spinoulas      | 29    | 1.80   | Córcira             | [ 3 ]  |
| Hong Kong            | Zhang Jian 张舰       | 22    | 1.87   | Pequim              | [ 3 ]  |
| Índia                | Takshanin Ram         | 31    | 1.85   | Mumbai              | [ 3 ]  |
| Indonésia            | Andry Permadi         | 25    | 1.87   | Jacarta             | [ 11 ] |
| Laos                 | Chanthahore Vilaysarn | 25    | 1.83   | Vientiane           | [ 3 ]  |
| Macau                | Tan Shuai             | 28    | 1.88   | Pequim              | [ 3 ]  |
| Líbano               | Gaetan Osman          | 26    | 1.87   | Trípoli             | [ 12 ] |
| Macedônia            | Vladimir Dimitrievski | 18    | 1.85   | Escópia             | [ 3 ]  |
| Malásia              | Gan Kai Han           | 24    | 1.83   | Petaling Jaya       | [ 3 ]  |
| Mianmar              | Kaung Khant Dau       | 17    | 1.83   | Rangum              | [ 13 ] |
| Mongólia             | Battur Batbaatar      | 23    | 1.83   | Ulaanbaatar         | [ 3 ]  |
| Nepal                | Samim Khan            | 31    | 1.80   | Tanahu              | [ 14 ] |
| Nova Zelândia        | Sai Constantine       | 28    | 1.84   | Auckland            | [ 3 ]  |
| Países Baixos        | Rico Malle            | 29    | 1.84   | Leiden              | [ 3 ]  |
| Polônia              | Piotr Żyjewski        | 26    | 1.86   | Varsóvia            | [ 15 ] |
| Porto Rico           | Jose Valdes Cotte     | 30    | 1.85   | San Juan            | [ 3 ]  |
| República Dominicana | Mike Jacobi           | 20    | 1.83   | Puerto Plata        | [ 3 ]  |
| Singapura            | Hassanal Ruslan       | 23    | 1.80   | Cidade de Singapura | [ 3 ]  |
| Sri Lanca            | Cammer Wazeem         | 28    | 1.85   | Colombo             | [ 16 ] |
| Suécia               | Pedram Tahmi          | 26    | 1.83   | Estocolmo           | [ 17 ] |
| Tailândia            | Kongnat Choeisuwan    | 30    | 1.84   | Bancoque            | [ 3 ]  |
| Taipé Chinesa        | Simon Ying Bin        | 28    | 1.84   | Taiwan              | [ 3 ]  |
| Turquia              | Uygar Taze            | 19    | 1.85   | Ancara              | [ 3 ]  |
| Vietnã               | Trương Ngọc Tình      | 29    | 1.87   | Ho Chi Minh         | [ 3 ]  |

## Histórico

### Substituições
- Egito - Mazen Zaki ► Ammar Yasser

- Indonésia - Abdul Qowi Bastian ► Andry Permadi

- República Dominicana - Jonathan Checo ► Mike Jacobi

- Singapura - Simon Shen ► Hassanal Ruslan [18]

### Desistências
- Camboja - Eng Sokhoung

- Canadá - Lucas Bertolino [19]

- Eslováquia - Michal Gajdošech

- Estados Unidos - Guilherme Chaves [20]

- México - Arroyo Jiménez

- Nicarágua - José Vallejos

- Paquistão - Balawal Ali [21]

- Romênia - Bogdan Mierlă [22]

- Venezuela - Anderson Tovar

### Estatísticas
Candidatos por continente:
- Ásia: 19. (Cerca de 52% do total de candidatos)

- Europa: 8. (Cerca de 21% do total de candidatos)

- Américas: 5. (Cerca de 14% do total de candidatos)

- Oceania: 3. (Cerca de 8% do total de candidatos)

- África: 2. (Cerca de 5% do total de candidatos)

### Estreante
- Laos

| - Angola - Chipre - Dinamarca - El Salvador - Espanha - Inglaterra - Japão - Peru - República Checa - Rússia | - África do Sul - Austrália - Egito - França - Grécia - Macedónia do Norte - Porto Rico - Taipé Chinesa |

### Candidatos em outros concursos
Candidatos com histórico em concursos:
| Mister International - 2015: Costa Rica - Richard Robles - (Representando a Costa Rica em Pasay, nas Filipinas) Mister Supranational - 2016: Países Baixos - Rico Malle - (Representando os Países Baixos em Krynica-Zdrój, na Polônia) Mister Model International - 2016: República Dominicana - Mike Jacobi (4º. Lugar) - (Representando a Alemanha em Nova Déli, na Índia) - 2016: Costa Rica - Richard Robles - (Representando a Costa Rica em Nova Déli, na Índia) Mr Universal Ambassador - 2016: Vietnã - Trương Ngọc Tình (2º. Lugar) - (Representando o Vietnã em Surabaia, na Indonésia) | Man of the World - 2017: Costa Rica - Richard Robles - (Representando a Costa Rica em Manila, nas Filipinas) Best Model of the World - 2010: Vietnã - Trương Ngọc Tình - (Representando o Vietnã em Plovdiv, na Bulgária) Mr Real Universe - 2015: Nicarágua - José Antonio Vallejos - (Representando a Nicarágua em Lima, no Peru) |